# Igor Pajač
Igor Pajač (* 30. September 1985) ist ein kroatischer Fußballschiedsrichter.
Pajač leitet seit der Saison 2015/16 Spiele in der kroatischen 1. HNL, bisher hatte er über 100 Einsätze.
Seit 2018 steht er auf der Liste der FIFA-Schiedsrichter und pfeift internationale Fußballspiele.
In der Saison 2019/20 leitete Pajač erstmals ein Spiel in der Qualifikation zur Europa League, in der Saison 2018/19 erstmals ein Spiel in der Qualifikation zur Champions League, des Weiteren hatte er in der Saison 2021/22 seinen ersten Einsatz in der Europa Conference League. Zudem pfiff er bereits Partien in der Nations League, in der Qualifikation zur Europameisterschaft 2024 in Deutschland und zu diversen U-17-, U-19- und U-21-Europameisterschaften sowie Freundschaftsspiele.
Am 24. Mai 2023 leitete Pajač das Finale des kroatischen Fußballpokals 2022/23 zwischen Hajduk Split und HNK Šibenik (2:0).
Seit der Saison 2023/24 zählt er zur Gruppe der UEFA-First-Category-Schiedsrichter.